# 린다 와이즈마이어
린다 위스마이어(Lynda Wiesmeier, 1963년 5월 30일 ~ 2012년 12월 16일)는 미국의 배우, 플레이메이트이다.
워싱턴 D.C.에서 태어났다.

## 영화
- 샤프-업 포 센세이셔널 섹스 (1985년)
- 말리부 특급 (1985년)
- 틴 울프 (1985년)
- 프라이빗 스쿨 (1983)
- 조이스틱스 (1983년)
- 아메리칸 팝 (1981년)